# جاش آسلین
جاش آسلین (انگلیسی: Josh Asselin؛ زادهٔ ۲۴ دسامبر ۱۹۷۸) بازیکن بسکتبال بازنشسته اهل دومینیکن است که عمدتاً به خاطر نزدیک به یک دهه بازی در تیم‌های اسپانیایی شناخته می‌شود. وی که در فصل ۰۷-۲۰۰۶ به همراه باشگاه بسکتبال مانرسا به قهرمانی لیگ ال‌ای‌بی دست پیدا کرده سابقه‌ بازی در باشگاه‌هایی از فرانسه، ایران و اروگوئه نیز در کارنامه دارد.
آسلین به همراه تیم ملی بسکتبال دومینیکن در مسابقات قهرمانی بسکتبال آمریکا ۲۰۰۵ حاضر بود ولی برای شرکت در بازی‌های المپیک تابستانی ۲۰۱۲ برگزیده نشد.
وی در سال ۲۰۱۳ به عنوان یار کمکی در مسابقات آسیایی به باشگاه بسکتبال فولادماهان سپاهان اصفهان پیوست و توانست به همراه این تیم فاتح مسابقات قهرمانی باشگاه‌های آسیا در سال ۲۰۱۳ شود.